# Horné Semerovce
Horné Semerovce – wieś (obec) na Słowacji położona w kraju nitrzańskim, w powiecie Levice. Pierwsze wzmianki o miejscowości pochodzą z roku 1268. 
Według danych z dnia 31 grudnia 2012, wieś zamieszkiwało 607 osób, w tym 324 kobiety i 283 mężczyzn.
W 2001 roku rozkład populacji względem narodowości i przynależności etnicznej wyglądał następująco:
- Słowacy – 43,92%
- Czesi – 0,63%
- Ukraińcy – 0,16%
- Węgrzy – 54,34%

Ze względu na wyznawaną religię struktura mieszkańców kształtowała się w 2001 roku następująco:
- Katolicy rzymscy – 94,15%
- Grekokatolicy – 0,16%
- Ewangelicy – 1,11%
- Husyci – 0,16%
- Ateiści – 2,69%
- Nie podano – 1,26%